# Promoción (mercadotecnia)

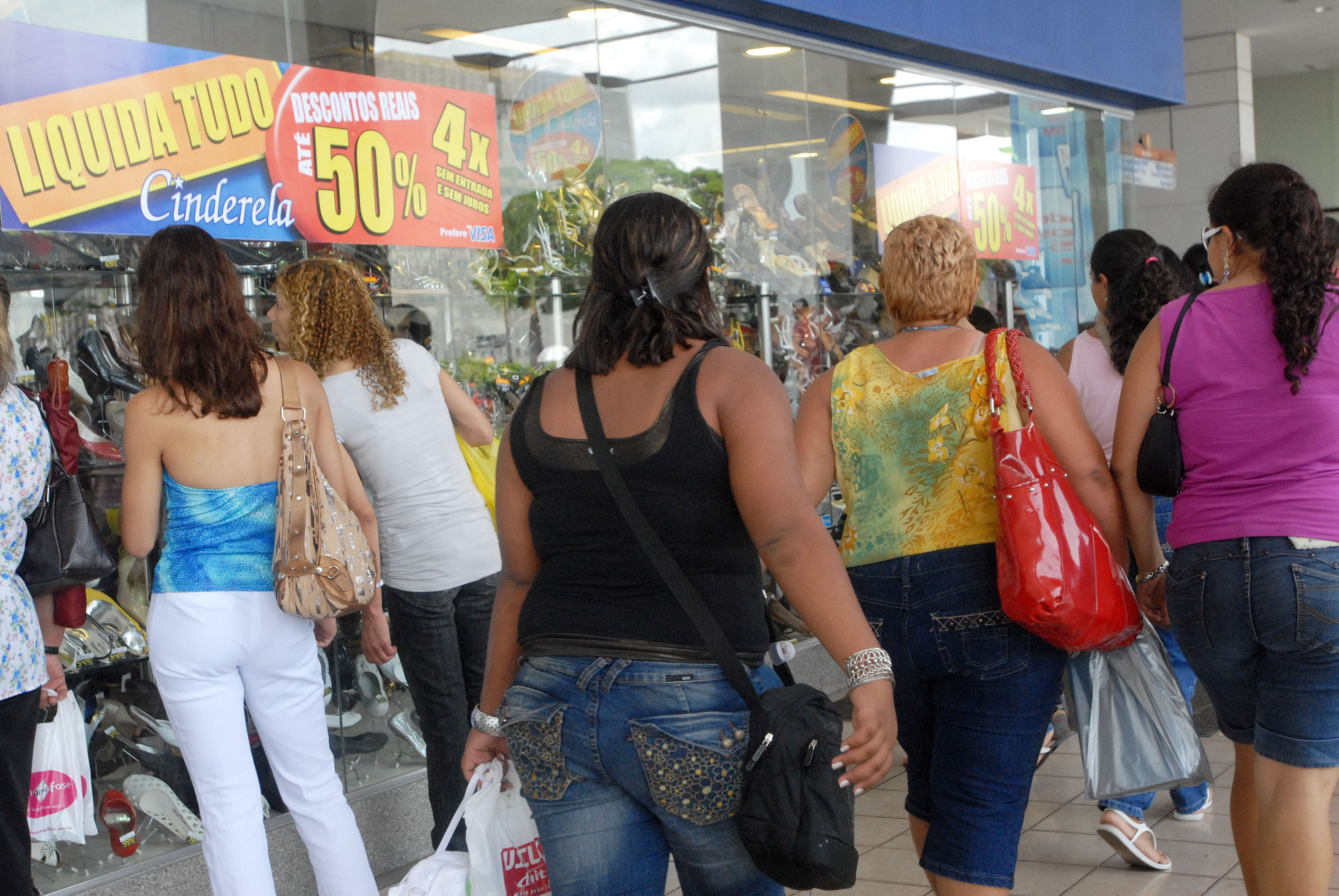
Entrada de una tienda de descuentos

La promoción es un término que se utiliza con frecuencia en marketing es uno de los elementos de la mezcla de mercado.

## Definición
La promoción se refiere a la sensibilización del cliente de un producto o marca, generando ventas y creando lealtad de marca. Es uno de los cuatro elementos básicos de la mezcla de marketing, que incluye las cuatro P:. Precio, producto, promoción y plaza o lugar (distribución).
Una promoción también se define como una de las cinco piezas de la  mezcla de promoción o plan de promoción. Estos son la  venta personal,  anuncios,  promoción de ventas,  marketing directo y  publicidad. Una mezcla de promoción especifica la cantidad de atención a pagar a cada uno de los cinco factores, y la cantidad de dinero que es el presupuesto para cada uno.

## Propósito
Fundamentalmente, hay tres objetivos básicos de la promoción. Estos son:
1. Para presentar la información a los consumidores y otros
2. Para aumentar la demanda.
3. Para diferenciar un producto.

El propósito de una promoción puede tener una amplia gama, incluyendo: Aumentos de ventas, nueva aceptación del producto, la creación de valor de marca, posicionamiento, represalias de la competencia, o la creación de una imagen corporativa.
El plazo de la promoción  es por lo general, utilizado internamente por la empresa de marketing, pero no normalmente al público o el mercado, donde frases como "oferta especial" son más comunes. Ejemplos de una, a largo plazo, y la promoción a gran escala totalmente integrado son  Mis Premios Coca-Cola en los EE. UU. o  Zona de Coca-Cola en el Reino Unido y Pepsi Stuff.

## Tipos
Ha habido diferentes formas de promover un producto en persona o con diferentes medios de comunicación. Tanto persona y los medios de comunicación pueden ser físicamente real o virtual / electrónica.

### En un entorno físico
Los promotores han utilizado los periódicos, eventos especiales,etc. Las promociones pueden celebrarse en los entornos físicos en eventos especiales como conciertos, festivales, ferias, y en el campo, como en supermercados o grandes almacenes. Las interacciones en el campo permiten compras inmediatas. La compra de un producto puede ser incentivo con descuentos (por ejemplo, cupones), artículos gratis, o un concurso. Este método se utiliza para aumentar las ventas de un producto dado.
Las interacciones entre la marca y el cliente son realizados por un embajador de marca o por el modelo de promoción que representa al producto en entornos físicos. Los embajadores de la marca o modelos de promoción son contratados por una empresa de marketing, que a su vez está reservado por la marca para representar el producto o servicio. La interacción de persona a persona, en lugar de la participación por los medios a persona, establece conexiones que añaden otra dimensión a la promoción. La construcción de una comunidad  a través de los bienes y servicios que promueven puede conducir a la lealtad a la marca.

### A través de los medios de comunicación
La promoción puede realizarse por diferentes medios de comunicación, a saber, los medios impresos que incluye periódicos y revistas, medios electrónicos, que incluye la radio y la televisión, medios digitales, que incluye internet, redes sociales y sitios de medios sociales y los medios de comunicación al aire libre, por último, que incluye anuncios de banner, OOH (de casa). Los medios digitales son una forma moderna donde las marcas interactúan con los consumidores, ya que libera noticias, información y publicidad de los límites tecnológicos de infraestructuras impresos y audiovisuales. La comunicación masiva ha dado lugar a estrategias de marketing modernas para seguir centrándose en la conciencia de marca, en las grandes distribuciones y en fuertes promociones.
El entorno de ritmo rápido de los medios digitales presenta nuevos métodos para fomentar el uso de nuevas herramientas ahora disponibles a través de la tecnología. Con el auge de los avances tecnológicos, las promociones se pueden hacer fuera de los contextos locales y las fronteras geográficas cruzados para llegar a un mayor número de consumidores potenciales. El objetivo de una promoción es entonces llegar a la mayor cantidad de personas posibles en un tiempo eficiente y de manera rentable.
Las actividades de promoción para impulsar una marca permite canales de medios sociales para difundir el contenido de alguna manera viral, como la publicidad de Coca-Cola. Utilizando el lanzamiento de una nueva película de Bond creó atención luego que se promovió a través de todos los canales sociales de las personas en la difusión de información debido a la emoción. Medios de comunicación social, como una herramienta de marketing moderno, ofrece oportunidades para llegar a un público más amplio de una manera interactiva. Estas interacciones permiten una conversación en lugar de simplemente educar al cliente. Facebook, Twitter, LinkedIn, Pinterest, Google Plus, Tumblr e Instagram se han valorado como algunos de los sitios de redes sociales más populares. En cuanto a las culturas de los medios participativos, plataformas de medios sociales o sitios de redes sociales son formas de comunicación masiva que a través de los medios de comunicación tecnologías permiten a las grandes cantidades de producto y distribución de contenidos para llegar a la mayor audiencia posible. Sin embargo, hay desventajas de las promociones virtuales como servidores, sistemas y sitios web pueden bloquearse, fallan o se sobrecargan. Con la promoción a través de los medios participativos, hay una oportunidad de ganar el capital social.